# Riton

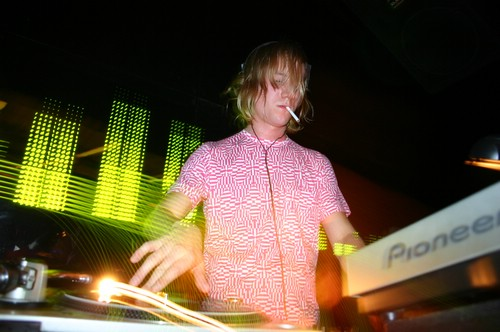
Riton (2006)

Riton (* 13. September 1978 in Newcastle upon Tyne, bürgerlicher Name Henry Oliver Smithson) ist ein britischer DJ und Musikproduzent. Er ist auch unter dem Namen Eine Kleine Nacht Musik und als Teil des Duos Carte Blanche mit DJ Mehdi bekannt.

## Leben
Henry Smithson wuchs in Manchester auf und studierte an der Newcastle University. Nach dem Studium gründete er sein eigenes Label Switch Recordings und begann als DJ im Nachtclub Shindig aufzulegen, wo er schließlich von Mark Rae entdeckt und von dessen Independent-Label Grand Central Records unter Vertrag genommen wurde. Daneben arbeitete er bei Fat City Records in Manchester. Sein Künstlername basiert auf der französischen Verkleinerungsform seines Vornamens „Henri“.
Er debütierte auf dem Sampler Central Heating 2 von Grand Central und veröffentlichte 2001 sein Debütalbum Beats du Jour, das vor allem instrumental war. 2004 erschien sein zweites Album Homies and Homos. Das Album enthielt eine Coverversion des The-Cure-Klassikers Killing an Arab. 2008 begann er unter dem Namen Eine Kleine Nacht Musik musikalisch den Krautrock in seine Arbeit zu integrieren.
In den folgenden Jahren trat er vor allem als Remixer in Erscheinung und machte verschiedene Versionen für unter anderem Scissor Sisters, Human League, Soulwax und vor allem M.I.A. und Chromeo. 2010 gründete er das kurzlebige Projekt Carte Blanche mit DJ Mehdi, das zwei EPs auf Ed Banger veröffentlichte, die dort zu den bestverkauften Tonträgern zählten. Sein Partner verstarb allerdings 2011 unter tragischen Umständen in Paris. In der Folge pausierte seine musikalische Karriere bis 2013, als er sich mit der Four-Track-EP Lost My Mind zurückmeldete. 2014 folgte Bad Guy Riri. Im selben Jahr tourte er mit Mark Ronson.
2015 folgte das Album 2007 des Projektes Die Verboten zusammen mit David und Stephen Dewele sowie Fergus „Fergadelic“ Purcell. Das Album, der Titel deutet es an, wurde bereits 2007 aufgenommen und stark von Kraftwerk beeinflusst.
2016 erschien sein Track Rinse & Repeat in Zusammenarbeit mit Sängerin Kah-Lo. Der Titel wurde bei den Grammy Awards 2017 als Best Dance Recording nominiert. Sie erreichte Platz 13 der britischen Musikcharts. Mit Kah-Lo veröffentlichte er die zwei Kollaboalben Fake I. D. (2017) und Foreign Ororo (2018).
2019 erschien die Single Turn Me On zusammen mit Oliver Heldens und Vula, die Platz 12 erreichte und auch in Deutschland in die Charts kam.

## Diskografie

### Alben
- 2001: Beats du Jour (Grand Central Records)
- 2004: Homies and Homos (Grand Central Records)

### Kollaboalben
- 2017: Fake I. D. (mit Kah-Lo, Riton Time)
- 2018: Foreign Ororo (mit Kah-Lo, Riton Time)

### EPs
- 2001: Habib E. P. (Grand Central Records)
- 2011: Ritontime (Dim Mak Records)
- 2014: Bad Guy Riri (EP, Ed Banger Records)
- 2014: Inside My Head (feat. Meleka, RitonTime)
- 2015: Need Your Love (feat. Jagga; Owsla, Love & Other)

### Singles
- 1999: One to Ten (Switch Recordings)
- 2001: Take Control (Grand Central Records)
- 2001: Hungry Ghost (Grand Central Records)
- 2002: Let Me Be Mine (Grand Central Records)
- 2003: Cast of Thousands (Grand Central Records)
- 2004: By My Side (Extended Mix) feat. Watine (Parisonic Records)
- 2004: Killing an Arab (Grand Central Records)
- 2004: Square Eyes (Grand Central Records)
- 2005: Candy (Grand Central Records)
- 2006: Squauqe Eyes / Angerman (Linxfarren)
- 2007: Hammer of Thor (Souvenir)
- 2007: Dexy Brokeback (Eigenproduktion)
- 2013: Lost My Mind (Ed Banger Records)
- 2014: I Am the Whisper (Nest)
- 2015: Rinse & Repeat (feat. Kah-Lo, RitonTime)
- 2016: Betta Riddim (feat. Kah-Lo, RitonTime)
- 2017: Money (feat. Kah-Lo, Mr Eazi & Davido, Ministry of Sound)
- 2017: Fake I. D. (mit Kah-Lo, Riton Time, UK: Silber)
- 2018: Ginger (feat. Kah-Lo, Universal Music)
- 2019: Mr Todd Terry (feat. Gucci Soundsystem)
- 2020: Too High (feat. Boy Matthews)
- 2021: Friday (mit Nightcrawlers feat. Mufasa & Hypeman, Ministry of Sound)
- 2021: Come With Me (mit Bad Boy Chiller Crew)
- 2021: I Don‘t Want You (mit Raye)
- 2021: Let‘s Stick Around (mit Gucci Soundsystem & Jarvis Cocker)
- 2022: F*** Me Right (mit Gucci Soundsystem & Vula)
- 2022: Chale (mit Clementine Douglas & King Promise)
- 2023: Sugar (mit Soaky Siren)
- 2023: My Bills (mit FEYI)
- 2023: Where You Want (mit David Guetta & Jozzy)
- 2023: Never Knew Love (mit Enisa & Belters Only)
- 2023: Run Up (mit Blasian Baddie)
- 2023: Top 10 (mit Soaky Siren)

### Kollabosingles
- 2005: Monsteer/Young Girl (zusammen mit Lindstrom, Battle)
- 2005: Closer / Walk on Water (zusammen mit Howdi, Get Physical Music)
- 2006: Vejer E. P. (zusammen mit Heidi, Get Physical Music)
- 2006: Part 2 (Remix) (zusammen mit Lindstrom, Battle)
- 2007: We Love … Ibiza E. P. (zusammen mit Serge Santiágo, We Love Music)
- 2009: Radiates (zusammen mit Primary 1, Atlantic)
- 2009: Who’s There? (zusammen mit Primary 1, Phantasy Sound)
- 2017: Deeper (zusammen mit MNEK & House Gospel Choir, Ministry of Sound)
- 2019: Turn Me On (zusammen mit Oliver Heldens feat. Vula, Ministry of Sound)
- 2020: Don’t Talk to Me (N.F.I feat. Riton, Subside Records)
- 2020: Breaking Me (Remix) (mit Topic & A7S)
- 2020: How Could I Ever (zusammen mit KUU, Alex Metric, Shungudzo & Twisted Melons)
- 2020: We‘ll Always Have This Dance (zusammen mit KUU, Alex Metric & Shungudzo)
- 2021: Heat Waves (Remix) (zusammen mit Glass Animals)
- 2021: Gimme Your Love (zusammen mit KUU, Alex Metric & Shungudzo)
- 2021: Dancing In The Dark (zusammen mit KUU, Alex Metric & Shungudzo)
- 2021: Let Them Know (Remix) (zusammen mit Mabel)
- 2021: How To Change Your Mind (zusammen mit KUU, Alex Metric & Shungudzo)
- 2021: See-Line Woman (Remix) (zusammen mit Nina Simone)
- 2021: Love Can‘t Turn Around (zusammen mit Pete Tong, Vula & The Heritage Orchestra)
- 2022: Dance With Me (zusammen mit KUU & Alex Metric)
- 2022: Hot In It (Remix) (zusammen mit Tiësto & Charli XCX)
- 2023: Lose Control (mit KUU, Alex Metric & Shungudzo)

### Als Eine Kleine Nacht Musik
- 2008: Eine Kleine Nacht Musik (Album, Modular Recordings)
- 2008: La Serenissima / Phantasie (Single, Modular Recordings)
- 2008: Feuerprobe (Single, Modular Recordings)

### Mit Carte Blanche
- 2010: House Party Mix (Mixtape, Ed Banger Records)
- 2010: Black Billionaires EP (Ed Banger Records)
- 2010: Black Billionaires – The Remixes (Ed Banger Records)
- 2011: White Man on the Moon (EP, Ed Banger Records)
- 2011: With You (Single, Ed Banger Records)
- 2011: House Party 2: The Pyjama Jam (Ed Banger Records)

### Mit Die Verboten
- 2009: Live in Eivissa (LP, The Vinyl Factory)
- 2015: 2007 (Album, Deewee)

### Weitere Veröffentlichungen
- 2009: Computer Juice (12’’, mit Paul Dolby als Computer Juice)
- 2012: One Night Stand (Single, mit Cédric Steffens als Symphony Hall, Marble)
- 2019: Mr. Todd Terry (Single, zusammen mit Ben Rymer als Gucci Soundsystem, Ministry of Sound)

## Auszeichnungen für Musikverkäufe
| Goldene Schallplatte - Belgien - 2020: für die Single Turn Me On - 2021: für die Single Friday - Dänemark - 2022: für die Single Turn Me On - Italien - 2020: für die Single Turn Me On - Neuseeland - 2021: für die Single Friday - Polen - 2020: für die Single Turn Me On - Spanien - 2024: für die Single Turn Me On Platin-Schallplatte - Australien - 2020: für die Single Turn Me On - Frankreich - 2023: für die Single Turn Me On - Griechenland - 2021: für die Single Friday - Mexiko - 2025: für die Single Friday | 2× Platin-Schallplatte - Dänemark - 2024: für die Single Friday - Neuseeland - 2025: für die Single Fake I. D. - Portugal - 2021: für die Single Friday - Spanien - 2021: für die Single Friday 3× Platin-Schallplatte - Australien - 2022: für die Single Friday - Italien - 2021: für die Single Friday 4× Platin-Schallplatte - Polen - 2024: für die Single Friday 8× Platin-Schallplatte - Ungarn - 2023: für die Single Friday Diamantene Schallplatte - Frankreich - 2022: für die Single Friday |

Anmerkung: Auszeichnungen in Ländern aus den Charttabellen bzw. Chartboxen sind in ebendiesen zu finden.
| Land/RegionAuszeichnungen für Musikverkäufe (Land/Region, Auszeichnungen, Verkäufe, Quellen) | Silber     | Gold       | Platin       | Diamant  | Verkäufe  | Quellen             |
| -------------------------------------------------------------------------------------------- | ---------- | ---------- | ------------ | -------- | --------- | ------------------- |
| Australien (ARIA)                                                                            | —          | —          | 4× Platin4   | —        | 280.000   | aria.com.au         |
| Belgien (BRMA)                                                                               | —          | 2× Gold2   | —            | —        | 40.000    | ultratop.be         |
| Dänemark (IFPI)                                                                              | —          | Gold1      | 2× Platin2   | —        | 225.000   | ifpi.dk             |
| Deutschland (BVMI)                                                                           | —          | Gold1      | 2× Platin2   | —        | 1.000.000 | musikindustrie.de   |
| Frankreich (SNEP)                                                                            | —          | —          | Platin1      | Diamant1 | 533.333   | snepmusique.com     |
| Griechenland (IFPI)                                                                          | —          | —          | Platin1      | —        | 20.000    | Einzelnachweise     |
| Italien (FIMI)                                                                               | —          | Gold1      | 3× Platin3   | —        | 235.000   | fimi.it             |
| Mexiko (AMPROFON)                                                                            | —          | —          | Platin1      | —        | 140.000   | amprofon.com.mx     |
| Neuseeland (RMNZ)                                                                            | —          | Gold1      | 2× Platin2   | —        | 75.000    | radioscope.co.nz    |
| Österreich (IFPI)                                                                            | —          | —          | 4× Platin4   | —        | 120.000   | ifpi.at             |
| Polen (ZPAV)                                                                                 | —          | Gold1      | 4× Platin4   | —        | 210.000   | olis.pl             |
| Portugal (AFP)                                                                               | —          | —          | 2× Platin2   | —        | 20.000    | Einzelnachweise     |
| Schweiz (IFPI)                                                                               | —          | Gold1      | 2× Platin2   | —        | 50.000    | hitparade.ch        |
| Spanien (Promusicae)                                                                         | —          | Gold1      | 2× Platin2   | —        | 110.000   | elportaldemusica.es |
| Ungarn (MAHASZ)                                                                              | —          | —          | 8× Platin8   | —        | 32.000    | slagerlistak.hu     |
| Vereinigte Staaten (RIAA)                                                                    | —          | Gold1      | —            | —        | 500.000   | riaa.com            |
| Vereinigtes Königreich (BPI)                                                                 | 2× Silber2 | Gold1      | 3× Platin3   | —        | 2.600.000 | bpi.co.uk           |
| Insgesamt                                                                                    | 2× Silber2 | 11× Gold11 | 41× Platin41 | Diamant1 |           |                     |